# Poinson-lès-Fayl

Poinson-lès-Fayl este o comună în departamentul Haute-Marne din nord-estul Franței. În anul 2009 avea o populație de 221 de locuitori.

## Evoluția populației
| An        | 1975 | 1982 | 1990 | 1999 | 2006 | 2009 |
| --------- | ---- | ---- | ---- | ---- | ---- | ---- |
| Populație | 255  | 239  | 187  | 161  | 198  | 221  |